# La Ferté-Saint-Aubin
La Ferté-Saint-Aubin és un municipi francès, situat al departament del Loiret i a la regió de Centre – Vall del Loira. L'any 2007 tenia 7.010 habitants.

## Demografia

### Població
El 2007 la població de fet de La Ferté-Saint-Aubin era de 7.010 persones. Hi havia 2.791 famílies, de les quals 727 eren unipersonals (245 homes vivint sols i 482 dones vivint soles), 857 parelles sense fills, 979 parelles amb fills i 228 famílies monoparentals amb fills.
La població ha evolucionat segons el següent gràfic:
Habitants censats

### Habitatges
El 2007 hi havia 3.086 habitatges, 2.824 eren l'habitatge principal de la família, 131 eren segones residències i 132 estaven desocupats. 2.736 eren cases i 328 eren apartaments. Dels 2.824 habitatges principals, 1.894 estaven ocupats pels seus propietaris, 859 estaven llogats i ocupats pels llogaters i 71 estaven cedits a títol gratuït; 56 tenien una cambra, 208 en tenien dues, 479 en tenien tres, 785 en tenien quatre i 1.296 en tenien cinc o més. 2.180 habitatges disposaven pel capbaix d'una plaça de pàrquing. A 1.263 habitatges hi havia un automòbil i a 1.257 n'hi havia dos o més.

### Piràmide de població
La piràmide de població per edats i sexe el 2009 era:
| Homes | Edats   | Dones |
| ----- | ------- | ----- |
| 4     | 95 o +  | 4     |
| 4     | 90 a 94 | 48    |
| 16    | 85 a 89 | 92    |
| 52    | 80 a 84 | 44    |
| 112   | 75 a 79 | 124   |
| 104   | 70 a 74 | 148   |
| 148   | 65 a 69 | 184   |
| 124   | 60 a 64 | 128   |
| 140   | 55 a 59 | 148   |
| 248   | 50 a 54 | 216   |
| 304   | 45 a 49 | 304   |
| 228   | 40 a 44 | 280   |
| 216   | 35 a 39 | 216   |
| 252   | 30 a 34 | 248   |
| 196   | 25 a 29 | 216   |
| 208   | 20 a 24 | 200   |
| 272   | 15 a 19 | 248   |
| 256   | 10 a 14 | 276   |
| 248   | 5 a 9   | 232   |
| 176   | 0 a 4   | 164   |

## Economia
El 2007 la població en edat de treballar era de 4.470 persones, 3.465 eren actives i 1.005 eren inactives. De les 3.465 persones actives 3.213 estaven ocupades (1.625 homes i 1.588 dones) i 253 estaven aturades (139 homes i 114 dones). De les 1.005 persones inactives 370 estaven jubilades, 377 estaven estudiant i 258 estaven classificades com a «altres inactius».

### Ingressos
El 2009 a La Ferté-Saint-Aubin hi havia 2.870 unitats fiscals que integraven 7.069 persones, la mediana anual d'ingressos fiscals per persona era de 19.570 €.

### Activitats econòmiques
Dels 327 establiments que hi havia el 2007, 9 eren d'empreses alimentàries, 3 d'empreses de fabricació de material elèctric, 1 d'una empresa de fabricació d'elements pel transport, 20 d'empreses de fabricació d'altres productes industrials, 35 d'empreses de construcció, 71 d'empreses de comerç i reparació d'automòbils, 13 d'empreses de transport, 26 d'empreses d'hostatgeria i restauració, 2 d'empreses d'informació i comunicació, 16 d'empreses financeres, 24 d'empreses immobiliàries, 47 d'empreses de serveis, 32 d'entitats de l'administració pública i 28 d'empreses classificades com a «altres activitats de serveis».
Dels 94 establiments de servei als particulars que hi havia el 2009, 1 era una oficina d'administració d'Hisenda pública, 1 gendarmeria, 1 oficina de correu, 3 oficines bancàries, 1 funerària, 11 tallers de reparació d'automòbils i de material agrícola, 2 tallers d'inspecció tècnica de vehicles, 1 establiment de lloguer de cotxes, 2 autoescoles, 3 paletes, 1 guixaire pintor, 9 fusteries, 8 lampisteries, 6 electricistes, 1 empresa de construcció, 9 perruqueries, 2 veterinaris, 17 restaurants, 10 agències immobiliàries i 5 salons de bellesa.
Dels 31 establiments comercials que hi havia el 2009, 2 eren supermercats, 2 grans superfícies de material de bricolatge, 1 una botiga de més de 120 m², 4 fleques, 3 carnisseries, 3 llibreries, 4 botigues de roba, 2 botigues d'equipament de la llar, 1 una botiga d'equipament de la llar, 2 botigues de mobles, 2 botigues de material esportiu, 1 una botiga de material de revestiment de parets i terra, 1 una perfumeria i 3 floristeries.
L'any 2000 a La Ferté-Saint-Aubin hi havia 15 explotacions agrícoles que ocupaven un total de 756 hectàrees.

## Equipaments sanitaris i escolars
Els 3 equipaments sanitaris que hi havia el 2009 eren farmàcies.
El 2009 hi havia 3 escoles maternals i 4 escoles elementals. La Ferté-Saint-Aubin disposava d'un col·legi d'educació secundària amb 633 alumnes.

## Poblacions més properes
El següent diagrama mostra les poblacions més properes.